# Simulium pichoni
Simulium pichoni är en tvåvingeart som beskrevs av Craig, Fossati och Sechan 1995. Simulium pichoni ingår i släktet Simulium och familjen knott. Inga underarter finns listade i Catalogue of Life.